# Faruk Ilgaz
Pour les articles homonymes, voir Ilgaz (homonymie).
Faruk Ilgaz, né le 22 janvier 1922 à Constantinople (dans le secteur occupé par Armée royale italienne) et mort le 16 juillet 2014 à Istanbul (Turquie), est un ingénieur, dirigeant sportif et homme politique turc.
Entre 1966 et 1974, puis de 1976 à 1980 et de 1983 à 1984, il était le président du club de Fenerbahçe SK. Le club stambouliote a remporté de nombreux trophées sous sa direction.